# Elkin Muñoz
Elkin Israel Muñoz Calderón (Guayaquil, 29 giugno 2005) è un calciatore ecuadoriano, centrocampista dell'Emelec.

## Carriera

### Club
Cresciuto nel settore giovanile dell'Emelec, ha debuttato in prima squadra il 5 agosto 2024 nell'incontro di Serie A perso 1-0 contro il Deportivo Cuenca.

### Nazionale
Nel 2025 ha partecipato con la nazionale ecuadoriana Under-20 al campionato sudamericano di categoria.

## Statistiche

### Presenze e reti nei club
Statistiche aggiornate al 27 giugno 2025.
| Stagione        | Squadra         | Campionato      | Campionato | Campionato | Coppe nazionali | Coppe nazionali | Coppe nazionali | Coppe continentali | Coppe continentali | Coppe continentali | Altre coppe | Altre coppe | Altre coppe | Totale | Totale | Totale |
| Stagione        | Squadra         | Comp            | Pres       | Reti       | Comp            | Pres            | Reti            | Comp               | Pres               | Reti               | Comp        | Pres        | Reti        | Pres   | Reti   |        |
| --------------- | --------------- | --------------- | ---------- | ---------- | --------------- | --------------- | --------------- | ------------------ | ------------------ | ------------------ | ----------- | ----------- | ----------- | ------ | ------ | ------ |
| 2024            | Emelec          | A               | 14         | 0          | CE              | 1               | 0               | -                  | -                  | -                  | -           | -           | -           | 15     | 0      |        |
| 2025            | Emelec          | A               | 11         | 0          | -               | -               | -               | -                  | -                  | -                  | -           | -           | -           | 11     | 0      |        |
| Totale carriera | Totale carriera | Totale carriera | 25         | 0          |                 | 1               | 0               |                    | 0                  | 0                  |             | -           | -           | 26     | 0      |        |